# SAKURA～櫻花霧海～
《SAKURA～櫻花霧海～》，日本女歌手中島美嘉的第25張單曲。2008年3月12日發行。

## 概述
- 「櫻花霧海」的意思是「當花兒滿開時遙遠望去仿佛漂浮着彩霞一般」[1]。
- 「SAKURA～櫻花霧海～」為描述即將離開母親，前往展開新生活的心情的抒情歌[2]。自「櫻花紛飛時」後的櫻花歌曲。
- 「conFusiOn」為描述喜歡上了自己好朋友的男朋友的禁忌之戀的歌曲[3]。
- 其後的專輯「VOICE 美聲嘉音」收錄標題曲的DAISHI DANCE版本及B面歌「conFusiOn」。
- 自「MY SUGAR CAT」以後再次未進入週間銷售榜TOP10。

## 收錄曲
1. SAKURA～櫻花霧海～
  - 作詞：MONA、長瀬弘樹／作曲：長瀬弘樹／編曲：河野伸
  - Panasonic DV廣告曲
2. SAKURA～櫻花霧海～（DAISHI DANCE）
3. conFusiOn
  - 作詞：中島美嘉、小竹正人／作曲：Tomokazu Matsuzawa／編曲：THE FLIXX
  - Kanebo KATE廣告曲
4. SAKURA～櫻花霧海～（Instrumental）
5. conFusiOn（Instrumental）

## 備註
1. ↑  .   [2012-02-25]. （原始内容存档于2009-03-19）.
2. ↑  .   [2012-02-25]. （原始内容存档于2010-12-08）.
3. ↑  .   [2012-02-25]. （原始内容存档于2009-03-19）.

## 外部連結
- ナタリーによるインタビュー
- ORICON STYLEによるインタビュー（页面存档备份，存于）